# باد أبوت
باد أبوت (بالإنجليزية: Bud Abbott) هو ممثل ومنتج أمريكي بدأ مسيرته الفنية سنة 1935. امتدت مسيرته الفنية لأكثر من 32 عامًا. معروف بكونه أحد الثنائي الكوميدي أبوت وكوستيلو. من أعماله أبوت وكوستيلو في الفيلق الخارجية.
أعلن غروتشو ماركس أن أبوت «أعظم رجل مستقيم على الإطلاق».

## حياته
وُلد أبوت في اسبيري بارك في نيو جيرسي في 2 أكتوبر 1897 ، لعائلة الأعمال الاستعراضية. التقى والديه، راي فيشر وهاري أبوت، أثناء العمل في سيرك بارنوم وبيلي. كان بود ثالث أبناء الزوجين الأربعة. عندما كان بود طفلًا صغيرًا، انتقلت العائلة إلى هارلم ، ثم إلى قسم كوني آيلاند في بروكلين.
في أواخر سن المراهقة، بدأ أبوت العمل في شباك التذاكر في مسرح كازينو في بروكلين، وهو منزل هزلي. أمضى السنوات القليلة التالية في شباك التذاكر الهزلي، وترقى إلى منصب أمين الصندوق. في عام 1918، أثناء عمله في واشنطن العاصمة، التقى وتزوج جيني ماي برات (1902-1981) ، وهي راقصة هزلية وممثل كوميدي أدى دور بيتي سميث. ظلوا معًا حتى وفاته بعد 55 عامًا.

## حياته الشخصية

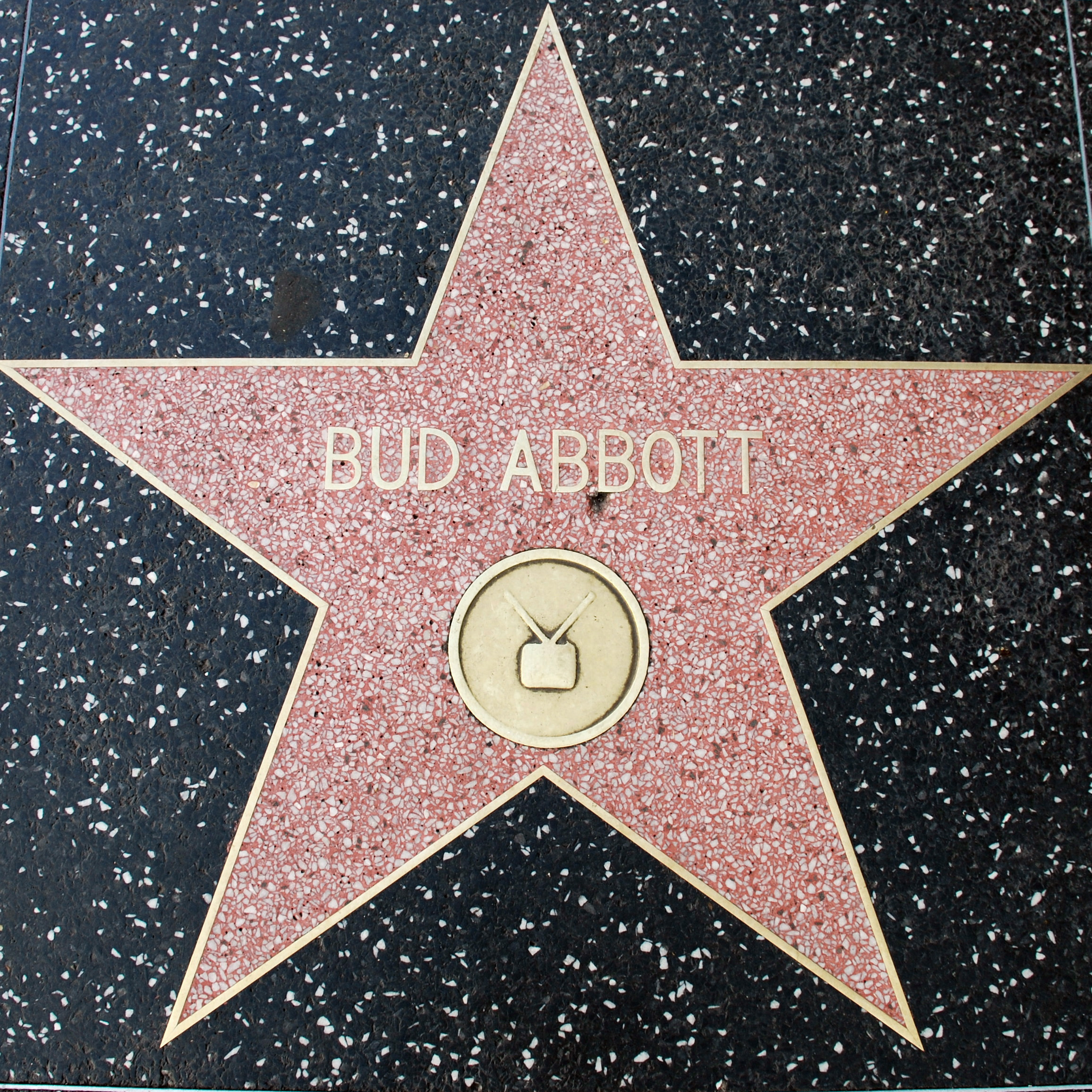

تزوج باد وبيتي أبوت لمدة 55 عامًا. تبنى الزوجان طفلين: بد جونيور (23 أغسطس 1939 - 19 يناير 1997 ) في عام 1942 وفيكي في عام 1949.
بدأ نورمان وبيتي أبوت، أبناء الشقيقة الكبرى لبود، أوليف، حياتهم المهنية في هوليوود بالعمل وراء الكواليس في أفلام أبوت وكوستيلو. أصبحت بيتي مشرف النص منذ فترة طويلة لبليك إدواردز ، وأخرج نورمان حلقات من العديد من المسلسلات التليفزيونية، ليف إت تو بيفر وبرنامج جاك بيني، وسانفورد آند سون، ومرحبا بكم مرة أخرى، كوتر.
لدى Bud ثلاث نجوم في ممشى المشاهير في هوليوود

## وفاتة

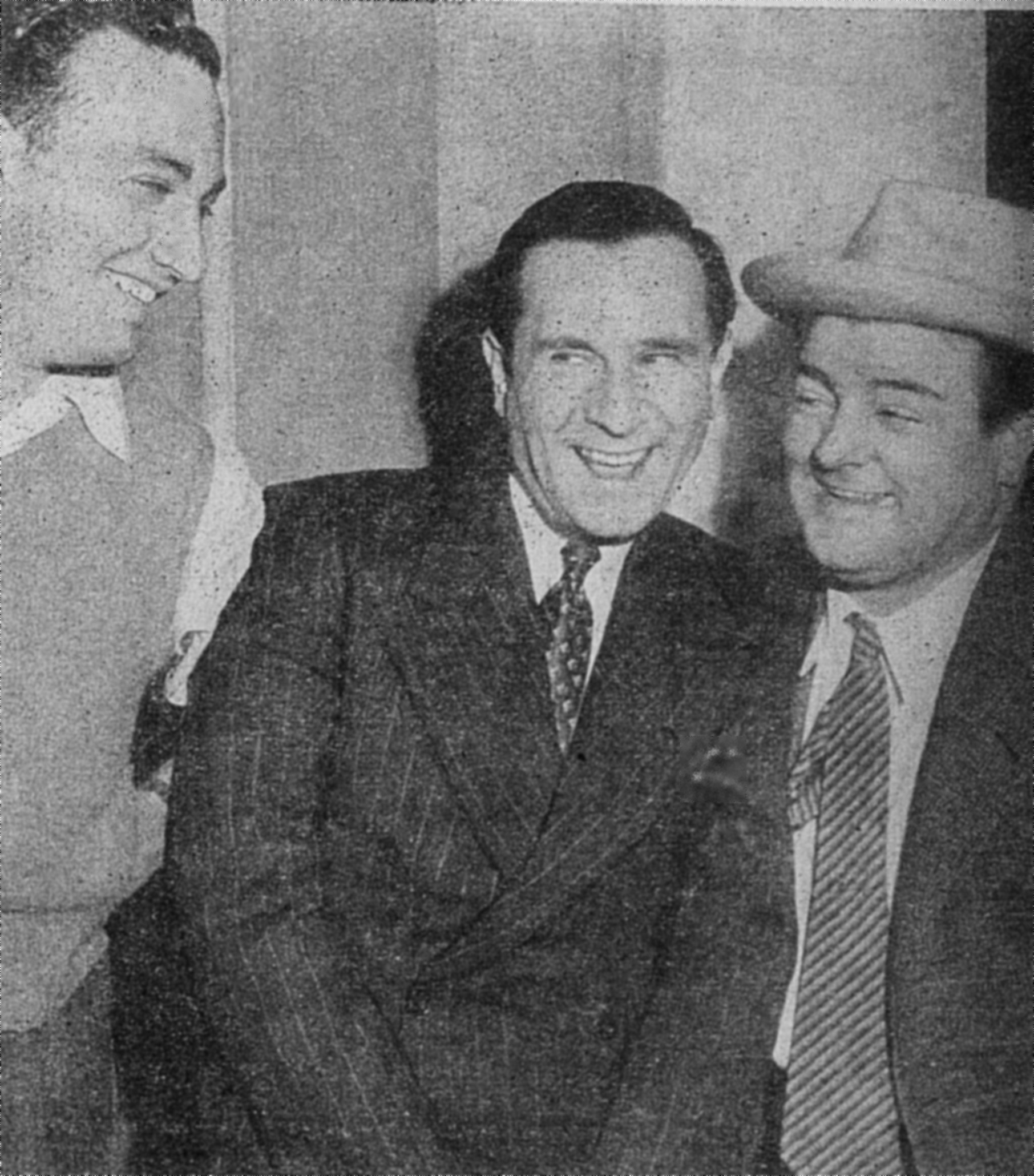

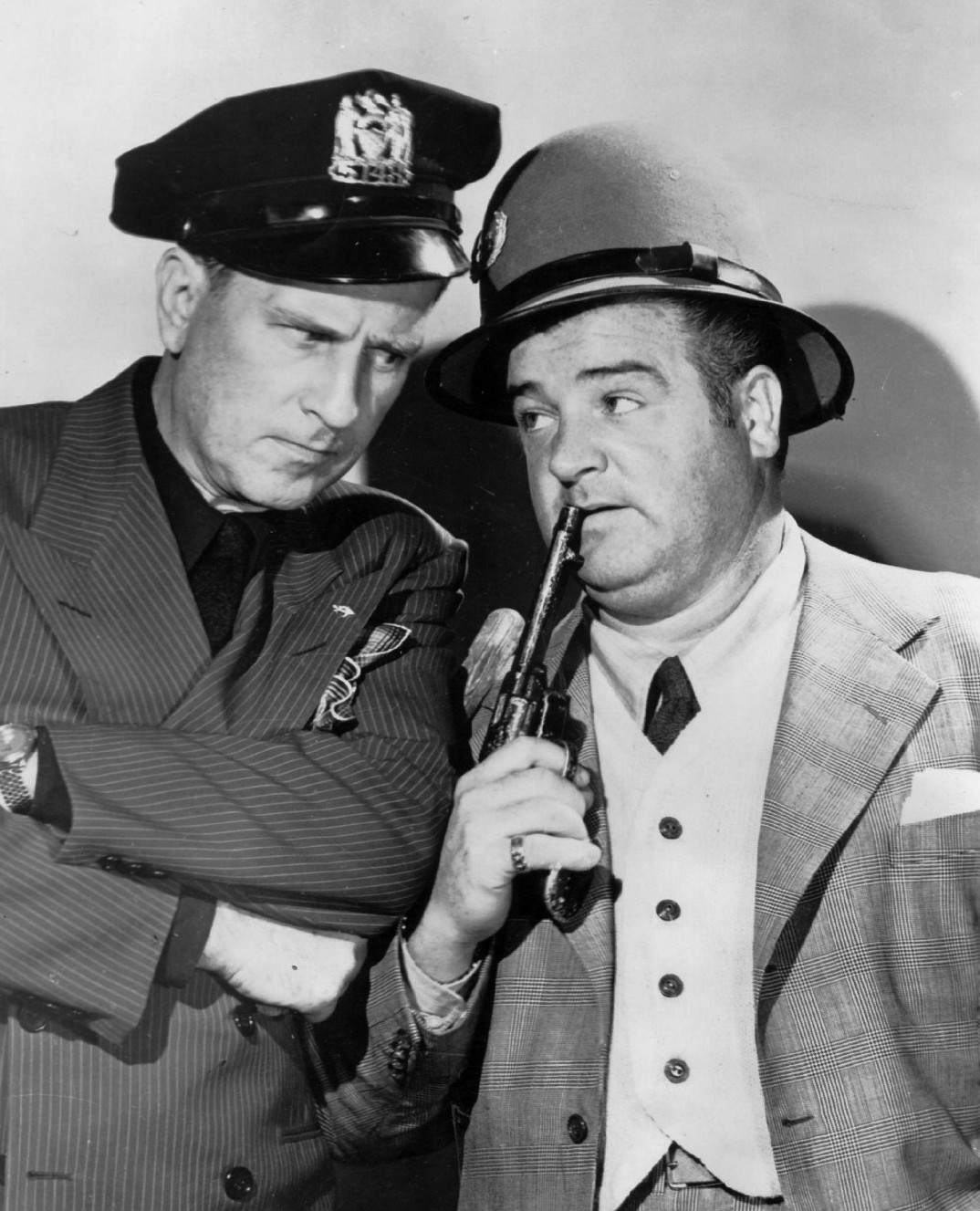

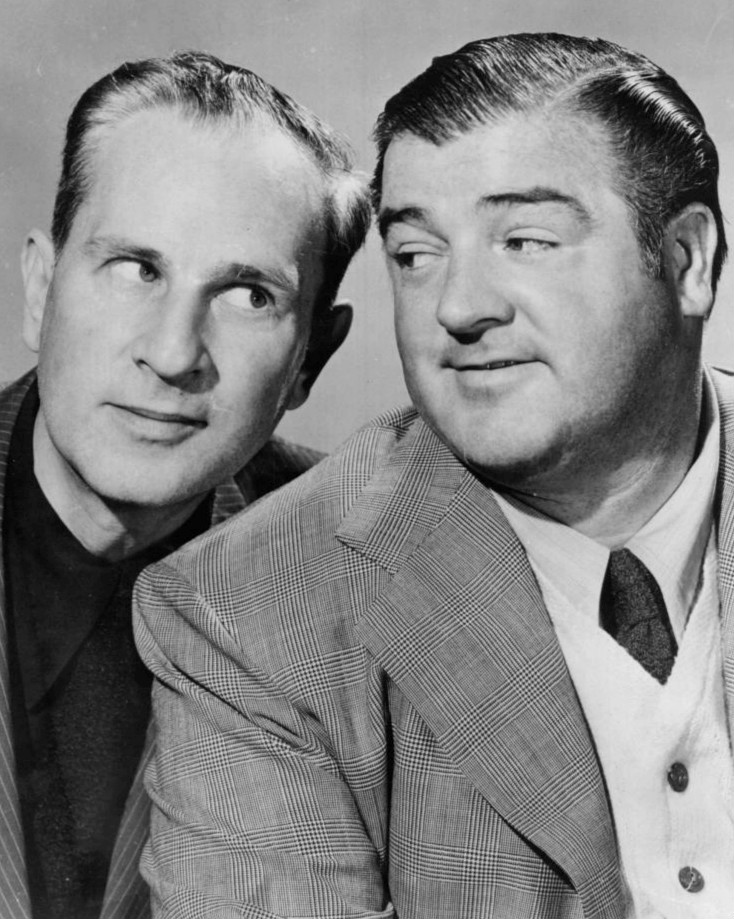

توفي أبوت عن عمر يناهز 76 عامًا في 24 أبريل 1974، في منزله في وودلاند هيلز ، لوس أنجلوس. تم حرق جثته في محرقة جراندفيو في غلينديل (كاليفورنيا) وتناثر رماده في المحيط الهادئ على بعد ثلاثة أميال من سانتا مونيكا. توفيت أرملته بيتي في 12 سبتمبر 1981. عندما سُئل غروتشو ماركس عن أبوت بعد وقت قصير من وفاته، كان رده أن أبوت كان «أعظم رجل مستقيم على الإطلاق».

## فيلموغرافيا «الأعمال الفنية»
| افلامه | افلامه                                          | افلامه                    | افلامه |
| العام  | الاسم                                           | الدور                     | المصدر |
| ------ | ----------------------------------------------- | ------------------------- | ------ |
| 1940   | ليلة واحدة في المناطق الاستوائية                | أبوت                      | [ 12 ] |
| 1941   | باك برايفاتس                                    | سليكر سميث                | [ 13 ] |
| 1941   | في البحرية                                      | سموكي ادامز               | [ 14 ] |
| 1941   | امسك هذا الشبح                                  | تشاك موراي                | [ 15 ] |
| 1941   | حافظ على طيرانها                                | بلاكي بنسون               | [ 16 ] |
| 1942   | ركوبهم رعاة البقر                               | دوق                       | [ 17 ] |
| 1942   | نهر ريتا                                        | دوك                       | [ 18 ] |
| 1942   | عفوا يا سارونج                                  | ألجي شو                   | [ 19 ] |
| 1942   | من فعلها؟                                       | لاركن                     | [ 20 ] |
| 1943   | انها ليست هاي                                   | غروفر ميكريدج             | [ 21 ] |
| 1943   | اضرب الجليد                                     | فلاش فولتون               | [ 22 ] |
| 1944   | في المجتمع                                      | إدي هارينجتون             | [ 23 ] |
| 1944   | تائه في الحريم                                  | بيتر جونسون               | [ 24 ] |
| 1945   | تعال هنا المحررون                               | سلاتس مكارثي              | [ 25 ] |
| 1945   | التسعينات المشاغب                               | دكستر برودهيرست           | [ 26 ] |
| 1945   | أبوت وكوستيلو في هوليوود                        | باز كورتيس                | [ 27 ] |
| 1946   | العملاق الصغير                                  | جون موريسون / توم تشاندلر | [ 28 ] |
| 1946   | وقت حياتهم                                      | كوثبرت / دكتور جرينواي    | [ 29 ] |
| 1947   | باك برايفاتس تعال إلى المنزل                    | سليكر سميث                | [ 30 ] |
| 1947   | الأرملة الحزينة من فجوه واجن                    | دوق إيجان                 | [ 31 ] |
| 1948   | المشنقة معلقة عالية                             | تيد هيغينز                | [ 32 ] |
| 1948   | أبوت وكوستيلو يلتقيان مع فرانكشتاين             | تشك يونغ                  | [ 33 ] |
| 1948   | هايريد المكسيكي                                 | هاري لامبرت               | [ 34 ] |
| 1948   | 10000 طفل وشرطي                                 | بود أبوت                  | [ 35 ] |
| 1949   | صرخات افريقيا                                   | باز جونسون                | [ 36 ] |
| 1949   | أبوت وكوستيلو يجتمعان مع القاتل، بوريس كارلوف   | كيسي إدواردز              | [ 37 ] |
| 1950   | أبوت وكوستيلو في الفيلق الأجنبي                 | باد جونز                  | [ 38 ] |
| 1951   | أبوت وكوستيلو يلتقيان بالرجل الخفي              | باد الكسندر               | [ 39 ] |
| 1951   | كومين حول الجبل                                 | آل ستيوارت                | [ 40 ] |
| 1952   | جاك وشجرة الفاصولياء                            | السيد دينكلابس            | [ 41 ] |
| 1952   | تائه في ألاسكا                                  | توم واتسون                | [ 42 ] |
| 1952   | أبوت وكوستيلو يلتقيان بالكابتن كيد              | روكي ستونبريدج            | [ 43 ] |
| 1953   | أبوت وكوستيلو ذهبوا إلى المريخ                  | ليستر                     | [ 44 ] |
| 1953   | أبوت وكوستيلو يلتقيان بالدكتور جيكل والسيد هايد | سليم                      | [ 45 ] |
| 1955   | أبوت وكوستيلو يلتقيان بفرقة كيستون كوبس         | هاري بيرس                 | [ 46 ] |
| 1955   | أبوت وكوستيلو يلتقيان بالمومياء                 | بيتر باترسون              | [ 47 ] |
| 1956   | ارقص معي، هنري                                  | باد فليك                  | [ 48 ] |

| مسلسلات تلفزيونية | مسلسلات تلفزيونية        | مسلسلات تلفزيونية | مسلسلات تلفزيونية |
| العام             | العنوان                  | الدور             | المصدر            |
| ----------------- | ------------------------ | ----------------- | ----------------- |
| 1951–1954         | ساعة كولجيت للكوميديا    | مضيف              | [ 49 ]            |
| 1952–1954         | عرض أبوت وكوستيلو        | بود أبوت          | [ 50 ]            |
| 1961              | مسرح جنرال الكتريك       | إرني كوفمان       | [ 51 ]            |
| 1967–1968         | عرض كارتون أبوت وكوستيلو | بود أبوت          | [ 52 ]            |

## روابط خارجية
باد أبوت على موقع IMDb (الإنجليزية)
باد أبوت على موقع Encyclopædia Britannica Online (الإنجليزية)
باد أبوت على موقع AllMovie (الإنجليزية)
باد أبوت على موقع Internet Broadway Database (الإنجليزية)
باد أبوت على موقع Internet Broadway Database (الإنجليزية)
باد أبوت على موقع قاعدة بيانات الأفلام السويدية (السويدية)
باد أبوت على موقع NNDB people (الإنجليزية)
باد أبوت على موقع Discogs (الإنجليزية)